# Rejon ilimpijski
Rejon ilimpijski (ros. Илимпийский район) – jeden z 3 rejonów Ewenkijskiego Okręgu Autonomicznego w Kraju Krasnojarskim. Stolicą rejonu była Tura.
W wyniku likwidacji Ewenkijskiego Okręgu Autonomicznego w 2007 roku, rejon ilimpijski przestał istnieć, a jego terytorium stało się częścią rejonu ewenkijskiego.
5747 osób to ludność miejska, a 2297 osób to ludność wiejska.